# 자작나무과
자작나무과(----科, 학명: Betulaceae 베툴라케아이[*])는 참나무목의 과이다. 6속이 있다 있다. 견과를 맺는 갈잎나무이거나 떨기나무이다. 약 130종이 있다. 대다수가 온화한 북반구에 서식하나 몇 종은 남아에리카 안데스산맥에 서식한다. 목마황과, 참나무과와 유전적으로 가깝다. 한국에는 개서나무·서어나무·박달나무·자작나무·오리나무 등 5속 23종이 분포하고 있다.
낙엽이 지는 활엽교목 또는 관목으로서, 단순한 모양의 잎이 어긋나며 턱잎이 있다. 꽃은 단성화이면서 암수한그루인데, 수꽃은 늘어진 꼬리 모양의 꽃차례를 이루며, 암꽃은 늘어지거나 또는 곧게 선 솔방울 모양의 꽃차례를 이룬다. 이러한 암꽃·수꽃들은 다시 작은 기산꽃차례를 이루는데, 이때 여러 개의 기산꽃차례들은 나선 모양으로 배열되어 있다. 이 기산꽃차례는 대부분 포엽, 제1 작은포엽, 제2 작은포엽 및 3개의 꽃으로 이루어져 있는데, 그 어느 하나가 퇴화되어 각 속마다 특징적인 구조를 나타낸다. 예를 들어, 오리나무속의 암꽃차례는 위에서 말한 작은 기산꽃차례 중 중앙에 있는 1개의 꽃과 제2 작은포엽의 한쪽만이 퇴화되어 있다. 한편, 수꽃차례는 자작나무속·개암나무속·서어나무속 등에서는 제2 작은포엽이 없어져 있으며, 오리나무속에서는 제2 작은포엽의 한쪽만이 없다. 수꽃의 꽃덮이는 오리나무속·자작나무속에만 있을 뿐, 그 밖의 다른 속에는 존재하지 않는다. 수술의 꽃밥은 2개의 방으로 나뉘어 있는데, 이들은 각각 합쳐져 있거나 따로 분리되어 있다. 한편, 암꽃차례에서 기산꽃차례를 이루고 있는 꽃수는 자작나무속에서는 3개이지만, 그 밖의 속에서는 2개로 퇴
화되어 있다. 포엽 및 작은포엽은 새우나무속·서나무속·개암나무속에서는 남아 있지만, 자작나무속에서는 제2작은포엽이 없다. 암꽃의 꽃덮이는 서어나무속·새우나무속에는있고 다른 속에서는 분명하지 않다. 암꽃은 1개의 암술을 가지며, 씨방은 2개의 심피로 이루어져 있다. 씨방의 윗부분은 1개의 방으로 합쳐져 있지만 아랫부분은 2개의 방으로 나뉘어 있으며, 각 방에는 1개의 주피로 둘러 싸인 1개의 밑씨가 존재한다. 열매는 작은 견과로서, 날개가 달려 있는 것도 있다. 열매에는 1개의 씨가 있다.
자작나무과의 목재는 일반적으로 단단하고 무겁다. 철이 대체하기 전까지 수레·물레방아의 바퀴, 연장,선반, 말뚝, 나무못을 만드는 데 매우 요긴하게 쓰였다.

## 하위 분류
- 개암나무속(Corylus L.)
- 새우나무속(Ostrya Scop.)
- 서어나무속(Carpinus L.)
- 오리나무속(Alnus Mill.)
- 자작나무속(Betula L.)
- Ostryopsis Decne.

## 계통 분류
다음은 2001년 스티븐슨(Stevens, P. F.) 등의 연구에 의한 참나무목 계통 분류이다.
|  | 소귀나무과                                                    |
|  |                                                               |
|  | \| \| 가래나무과 \| \| \| \| \| \| 로이프텔레아과 \| \| \| \| |
|  |                                                               |
|  | 가래나무과                                                    |
|  |                                                               |
|  | 로이프텔레아과                                                |
|  |                                                               |

|  | 가래나무과     |
|  |                |
|  | 로이프텔레아과 |
|  |                |

|  | 카수아리나과                                                |
|  |                                                             |
|  | \| \| 자작나무과 \| \| \| \| \| \| 티코덴드론과 \| \| \| \| |
|  |                                                             |
|  | 자작나무과                                                  |
|  |                                                             |
|  | 티코덴드론과                                                |
|  |                                                             |

|  | 자작나무과   |
|  |              |
|  | 티코덴드론과 |
|  |              |

|  | 소귀나무과                                                    |
|  |                                                               |
|  | \| \| 가래나무과 \| \| \| \| \| \| 로이프텔레아과 \| \| \| \| |
|  |                                                               |
|  | 가래나무과                                                    |
|  |                                                               |
|  | 로이프텔레아과                                                |
|  |                                                               |

|  | 가래나무과     |
|  |                |
|  | 로이프텔레아과 |
|  |                |

|  | 카수아리나과                                                |
|  |                                                             |
|  | \| \| 자작나무과 \| \| \| \| \| \| 티코덴드론과 \| \| \| \| |
|  |                                                             |
|  | 자작나무과                                                  |
|  |                                                             |
|  | 티코덴드론과                                                |
|  |                                                             |

|  | 자작나무과   |
|  |              |
|  | 티코덴드론과 |
|  |              |

|  | 소귀나무과                                                    |
|  |                                                               |
|  | \| \| 가래나무과 \| \| \| \| \| \| 로이프텔레아과 \| \| \| \| |
|  |                                                               |
|  | 가래나무과                                                    |
|  |                                                               |
|  | 로이프텔레아과                                                |
|  |                                                               |

|  | 가래나무과     |
|  |                |
|  | 로이프텔레아과 |
|  |                |

|  | 카수아리나과                                                |
|  |                                                             |
|  | \| \| 자작나무과 \| \| \| \| \| \| 티코덴드론과 \| \| \| \| |
|  |                                                             |
|  | 자작나무과                                                  |
|  |                                                             |
|  | 티코덴드론과                                                |
|  |                                                             |

|  | 자작나무과   |
|  |              |
|  | 티코덴드론과 |
|  |              |

|  | 소귀나무과                                                    |
|  |                                                               |
|  | \| \| 가래나무과 \| \| \| \| \| \| 로이프텔레아과 \| \| \| \| |
|  |                                                               |
|  | 가래나무과                                                    |
|  |                                                               |
|  | 로이프텔레아과                                                |
|  |                                                               |

|  | 가래나무과     |
|  |                |
|  | 로이프텔레아과 |
|  |                |

|  | 카수아리나과                                                |
|  |                                                             |
|  | \| \| 자작나무과 \| \| \| \| \| \| 티코덴드론과 \| \| \| \| |
|  |                                                             |
|  | 자작나무과                                                  |
|  |                                                             |
|  | 티코덴드론과                                                |
|  |                                                             |

|  | 자작나무과   |
|  |              |
|  | 티코덴드론과 |
|  |              |

|  | 소귀나무과                                                    |
|  |                                                               |
|  | \| \| 가래나무과 \| \| \| \| \| \| 로이프텔레아과 \| \| \| \| |
|  |                                                               |
|  | 가래나무과                                                    |
|  |                                                               |
|  | 로이프텔레아과                                                |
|  |                                                               |

|  | 가래나무과     |
|  |                |
|  | 로이프텔레아과 |
|  |                |

|  | 카수아리나과                                                |
|  |                                                             |
|  | \| \| 자작나무과 \| \| \| \| \| \| 티코덴드론과 \| \| \| \| |
|  |                                                             |
|  | 자작나무과                                                  |
|  |                                                             |
|  | 티코덴드론과                                                |
|  |                                                             |

|  | 자작나무과   |
|  |              |
|  | 티코덴드론과 |
|  |              |

|  | 소귀나무과                                                    |
|  |                                                               |
|  | \| \| 가래나무과 \| \| \| \| \| \| 로이프텔레아과 \| \| \| \| |
|  |                                                               |
|  | 가래나무과                                                    |
|  |                                                               |
|  | 로이프텔레아과                                                |
|  |                                                               |

|  | 가래나무과     |
|  |                |
|  | 로이프텔레아과 |
|  |                |

|  | 카수아리나과                                                |
|  |                                                             |
|  | \| \| 자작나무과 \| \| \| \| \| \| 티코덴드론과 \| \| \| \| |
|  |                                                             |
|  | 자작나무과                                                  |
|  |                                                             |
|  | 티코덴드론과                                                |
|  |                                                             |

|  | 자작나무과   |
|  |              |
|  | 티코덴드론과 |
|  |              |

|  | 소귀나무과                                                    |
|  |                                                               |
|  | \| \| 가래나무과 \| \| \| \| \| \| 로이프텔레아과 \| \| \| \| |
|  |                                                               |
|  | 가래나무과                                                    |
|  |                                                               |
|  | 로이프텔레아과                                                |
|  |                                                               |

|  | 가래나무과     |
|  |                |
|  | 로이프텔레아과 |
|  |                |

|  | 카수아리나과                                                |
|  |                                                             |
|  | \| \| 자작나무과 \| \| \| \| \| \| 티코덴드론과 \| \| \| \| |
|  |                                                             |
|  | 자작나무과                                                  |
|  |                                                             |
|  | 티코덴드론과                                                |
|  |                                                             |

|  | 자작나무과   |
|  |              |
|  | 티코덴드론과 |
|  |              |

|  | 소귀나무과                                                    |
|  |                                                               |
|  | \| \| 가래나무과 \| \| \| \| \| \| 로이프텔레아과 \| \| \| \| |
|  |                                                               |
|  | 가래나무과                                                    |
|  |                                                               |
|  | 로이프텔레아과                                                |
|  |                                                               |

|  | 가래나무과     |
|  |                |
|  | 로이프텔레아과 |
|  |                |

|  | 카수아리나과                                                |
|  |                                                             |
|  | \| \| 자작나무과 \| \| \| \| \| \| 티코덴드론과 \| \| \| \| |
|  |                                                             |
|  | 자작나무과                                                  |
|  |                                                             |
|  | 티코덴드론과                                                |
|  |                                                             |

|  | 자작나무과   |
|  |              |
|  | 티코덴드론과 |
|  |              |